# Nonville (Seine-et-Marne)
Nonville ist eine französische Gemeinde mit 596 Einwohnern (Stand: 1. Januar 2022) im Département Seine-et-Marne in der Region Île-de-France. Sie gehört zum Arrondissement Fontainebleau und zum Kanton Nemours.
Die Einwohner werden Nonvillois(es) genannt.

## Nachbargemeinden
| Moncourt-Fromonville | La Genevraye   | Villemer |
| Darvault             | Kompass        |          |
|                      | Treuzy-Levelay |          |

## Bevölkerungsentwicklung
| Jahr      | 1962 | 1968 | 1975 | 1982 | 1990 | 1999 | 2007 | 2018 |
| Einwohner | 271  | 265  | 318  | 375  | 508  | 558  | 617  | 612  |

## Sehenswürdigkeiten

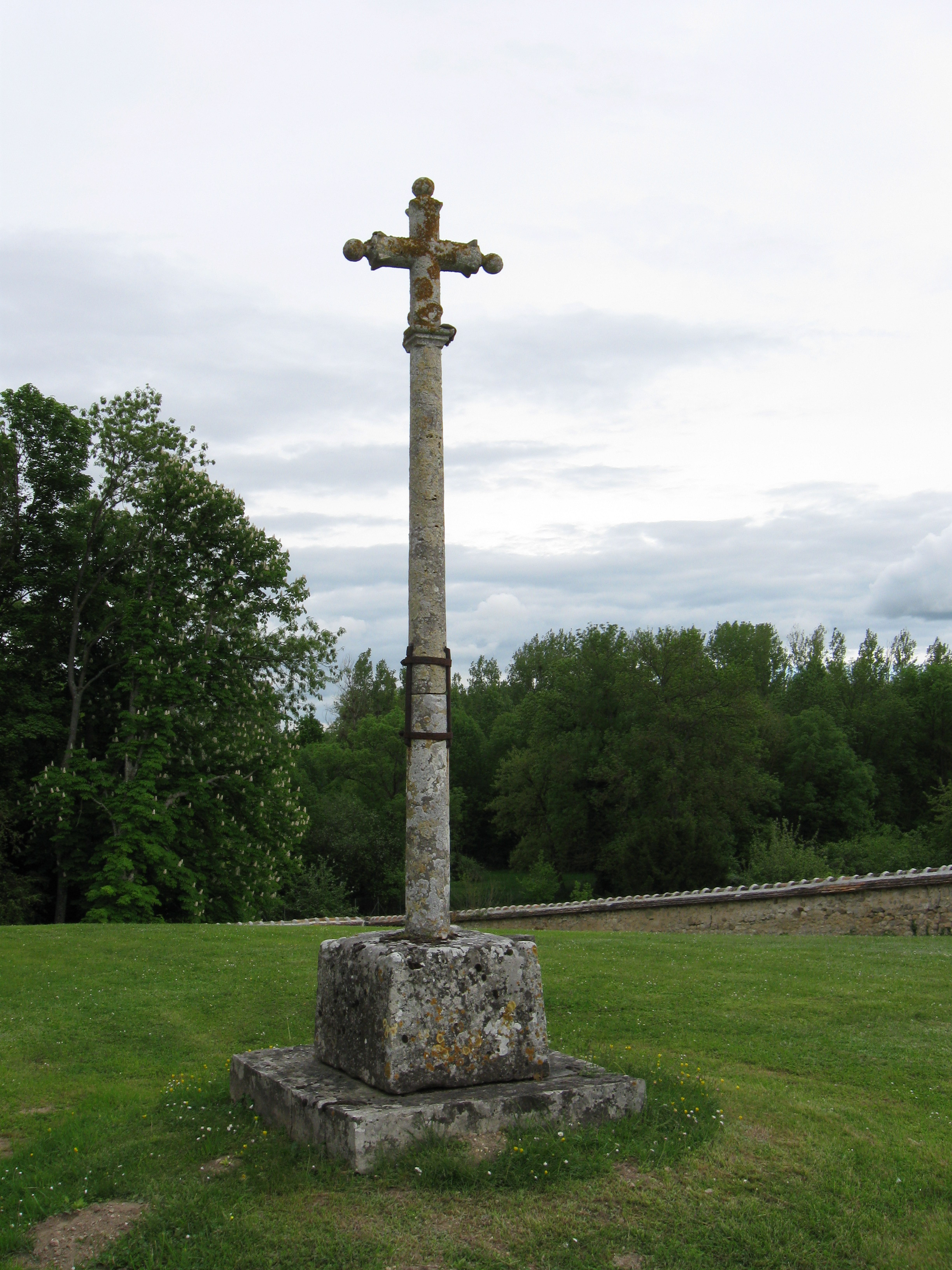
Kreuz
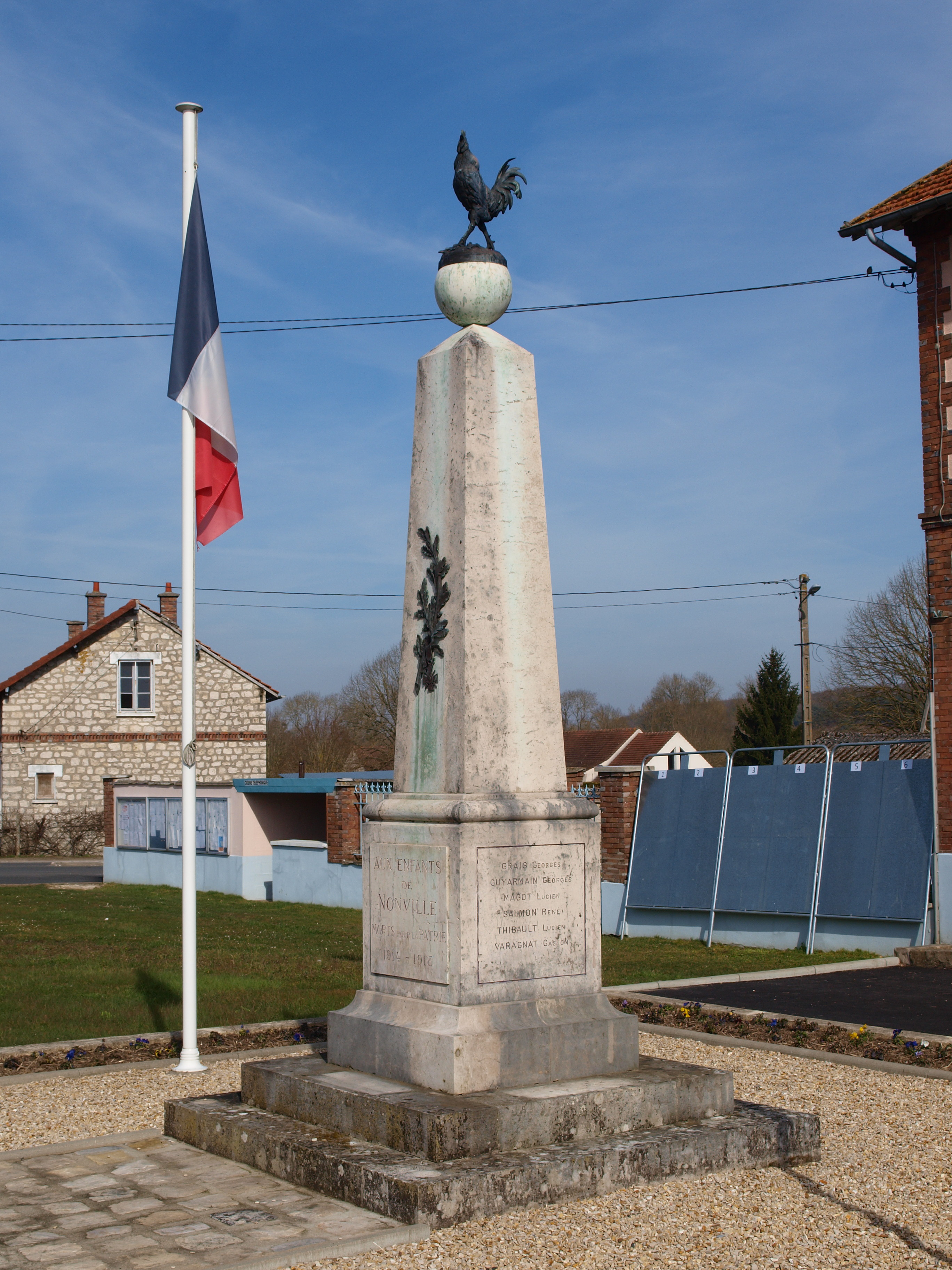
Kriegerdenkmal
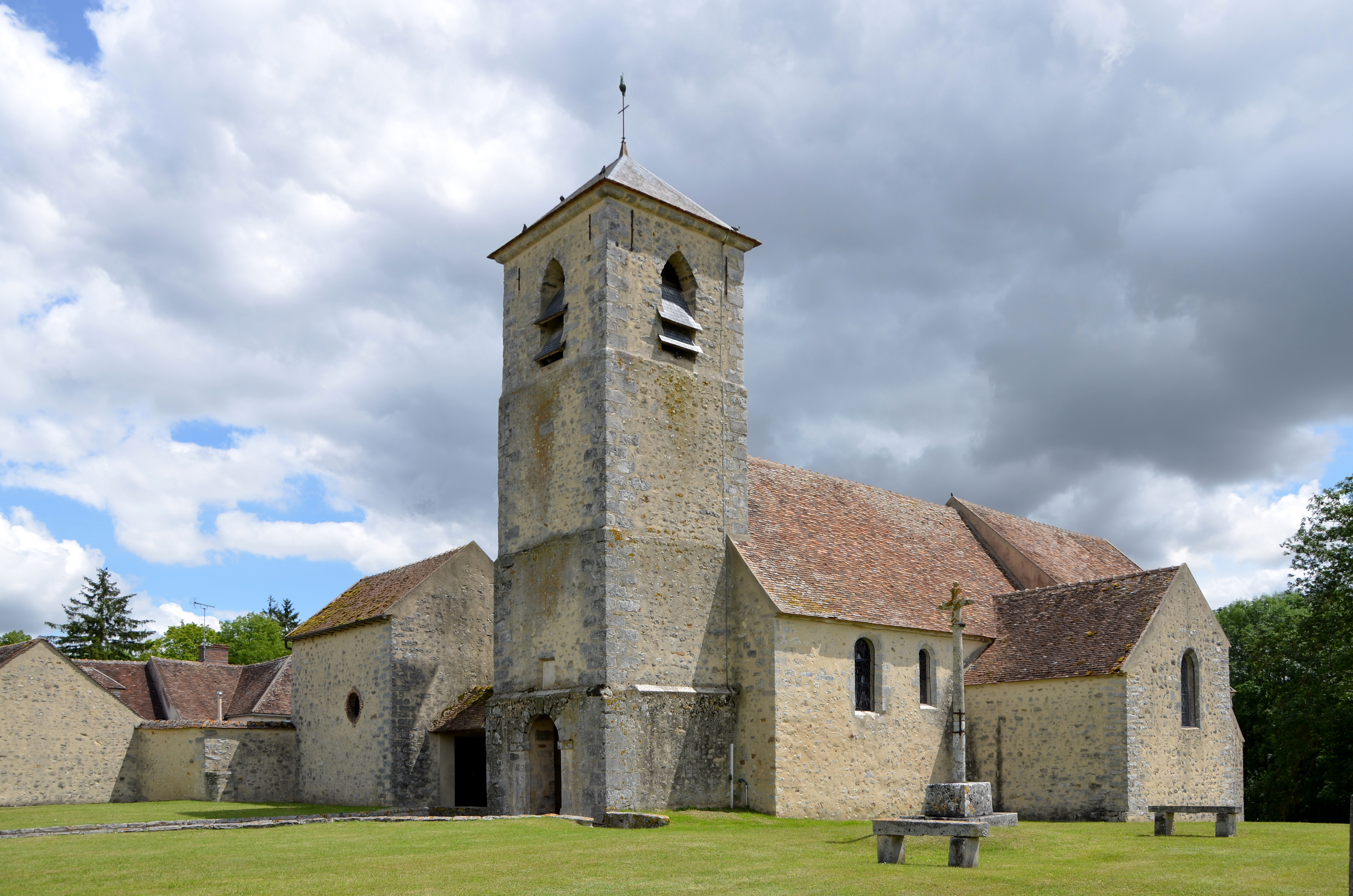
Kirche Saint-Michel de Nonville